# Gros intestin
Le gros intestin est le dernier segment du tube digestif des vertébrés. Il fait suite à l’intestin grêle et s’étend de la valvule iléo-cæcale à l’anus ou au cloaque. En anatomie, il est divisé en deux parties : le côlon et le rectum (plus parfois le canal anal),.
En médecine, ce terme est parfois considéré comme synonyme de « côlon »,.

## Fonction

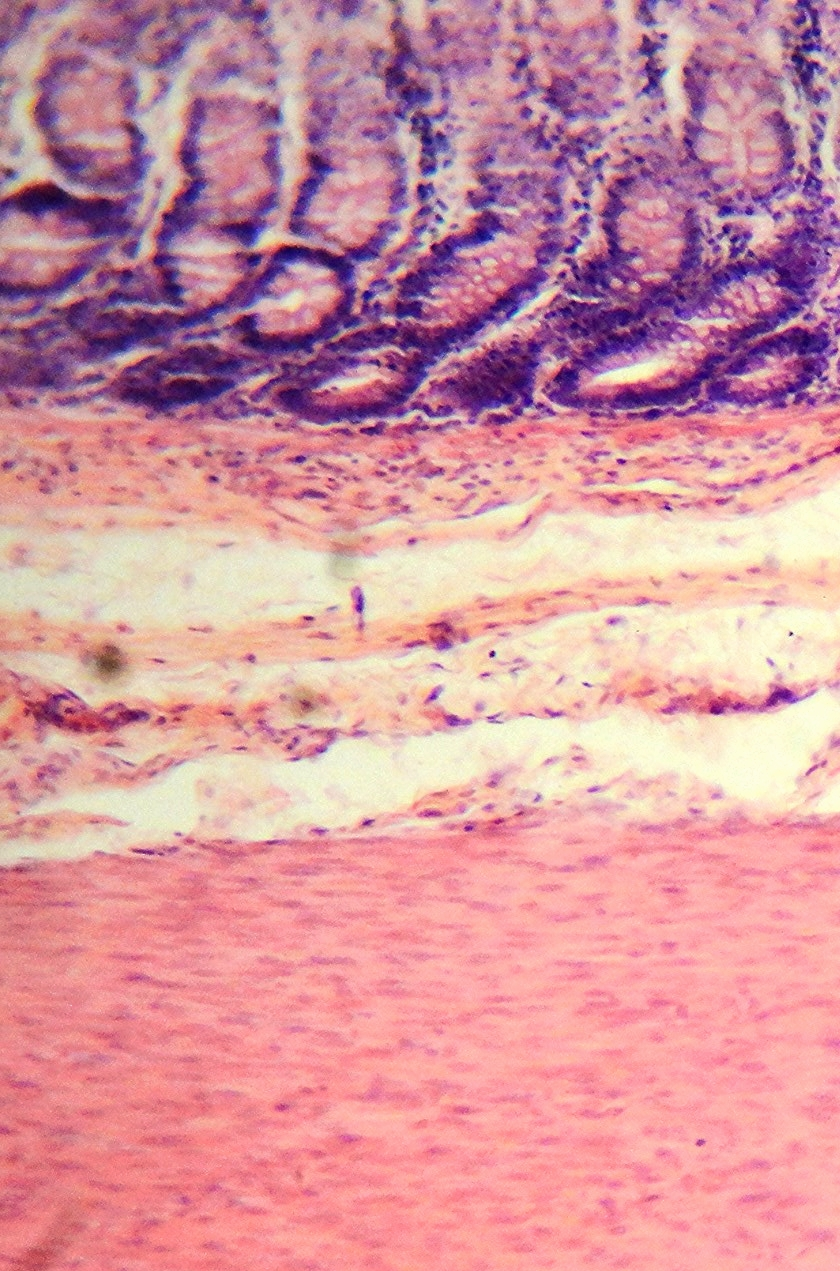
Coupe histologique du gros intestin au microtome

Le gros intestin assure le transport et le stockage des "déchets" de la digestion. Il permet de récupérer l'eau de ces matières indigestes, afin de les épaissir, puis de les compacter sous forme de selles.
Il permet également la synthèse de certaines vitamines comme la vitamine B5, vitamine B8, vitamine B12 et vitamine K et de différentes acides aminés essentiels comme la valine, la leucine et l’isoleucine, grâce au microbiote qu'il contient.